# Nevenka Topalušić
Nevenka Topalušić (rođ. Vrčak;  Gradec, 21. studenoga 1954. – Zagreb, 22. listopada 2014.) bila je hrvatska medicinska sestra, sudionica Domovinskoga rata.

## Životopis
Djetinjstvo i osnovnu školu provela je u Gradecu pored Vrbovca s roditeljima i bratom. Osnovnu školu je završila s odličnim uspjehom. Kao iznimno nadarena učenica s nizom pobjeda na školskim natjecanjima, ishođeno joj je daljnje školovanje u medicinskoj školi u Zadru koju također završava s odličnim uspjehom. Po završetku srednjoškolskog obrazovanja zapošljava se u Domu zdravlja Vrbovec. Iste godine po prvi puta stupa u brak u kojem je rodila troje djece, sinove Dubravka i Željka te kćer Anu.
Uz redovne dužnosti u domu zdravlja i obiteljske obaveze naposljetku uspijeva upisati i završiti školu za višu medicinsku sestru na Medicinskom fakultetu u Zagrebu te stječe zvanje više medicinske sestre dispanzersko-patronažnog smjera VI. stupnja. Uz niz poslova u domu zdravlja radila je i u hitnoj medicinskoj službi.

## Domovinski rat
Počekom rujna 1991. godine sudjeluje u formiranju 51. samostalnog bataljuna Vrbovec. Nevenka sudjeluje i u vojno-redarstvenoj operaciji Oluja 1995. godine. Interventno djeluje u zbrinjavanju i izvlačenju ranjenih zajedno sa sinom Dubravkom. Tijekom akcije uz zbrinjavanje ranjenih pripadnika postrojbe, zbrinjavala je i ranjene civile, kao i stradale neprijateljske vojnike. Teško ranjenu ženu iz izbjegličke kolone i njenog malodobnog sina, nakon pružene pomoći, sanitetskim vozilom izvlači te zbrinjava u vojnoj bazi UNPROFOR-a.
Kao pripadnica Crnih Mambi teško je ranjena u akciji Una, zbog čega je ostatak života provela u invalidskim kolicima. Nakon rata, s četiri metka i 28 gelera u tijelu, rodila je četvrto dijete.
Preminula je tijekom prosvjeda Sto posto za Hrvatsku ispred sjedišta Ministarstva branitelja u Zagrebu.

## Spomen
Savska 66 ispred Ministarstva branitelja nosi ime Trg Nevenke Topalušić.

## Odlikovanja
- Red hrvatskog križa[4]
- Spomenica domovinske zahvalnosti[5]
- Medalja Oluja[5]